# Пастелий, Иван
Иван Пастелий (имя при рождении — Иван Ко́вач; 21 января 1741, с. Малая Пастиль (ныне Пастилки Ужгородского района Закарпатской области Украины) — 1799, Мукачево) — русинский церковный и культурный деятель, педагог, каноник, историк церкви и русинства, поэт-сатирик.

## Биография
Образование получил в учебных заведениях Унгвара (Ужгорода), Будапешта, Эгера. Служил священником в Хусте, Мукачево, Гуменне, Керекни. Работал профессором этики в Мукачевской богословской школе.
Для своего времени он был высокообразованным человеком, направившим свои знания, талант и способности на развитие духовности родного края. С 1787 по 1790 г. он был генеральным викарием Спишского викариата с центром в Кошице, входившиего в состав Мукачевской греко-католической епархии Русинской грекокатолической церкви.

## Труды
Иван Пастелий — автор нескольких исторических трудов на латинском языке.
Своими трудами «История Мукачевской епархии» и «О происхождении русинов» заложил основы исторической концепции Закарпатья и начало изучения истории церкви Закарпатского края.
В этих работах большое количество материала относится к истории закарпатских лемков.
Написал ряд художественных произведений, в частности, известен сатирическим стихотворением «Песнь пастыря душевного», написанного народным лемковским диалектом. Первые буквы каждой из строф стихотворения составляют фамилию автора.
Умер И. Пастелий в 1799 г. и похоронен в Ужгороде.